# Dragon Data
Dragon Data va ser una empresa gal·lesa fabricant de microordinadors en l'inici de la dècada del 1980. Aquests ordinadors, els Dragon 32 i 64, acordaven fortament els Tandy TRS-80 Color Computer («CoCo») - ambdós seguien el mateix estàndard Motorola per als tres components clau: UCP, SAM i VDG. Les màquines eren produïdes en les versions de 32 KiB i (posteriorment) 64 KiB.

## Història
La història de la Dragon Data en el període 1982-84 va ser bastant diversificada. L'empresa va ser constituïda originalment per una fabricant de joguines denominada Mettoy, i, després d'un inici amb vendes prometedores, semblava tenir un futur brillant. En aquesta època, va iniciar negociacions amb la Tano Corporation per obrir una branca estatunidenca. Va ser llavors que la Mettoy va començar a enfrontar dificultats financeres, fent que les perspectives per a la Dragon Data comencessin a fer-se nebuloses abans mateix que l'empresa pogués funcionar de forma independent. A més d'això, per diverses circumstàncies (retard a la producció del model de 64 KiB i de la unitat de disquet externa per al sistema operatiu tipus OS9 i un màxim de 4 colors disponibles en el «mode gràfic» i només 2 en «alta resolució») van fer que l'empresa perdés mercat.
Per recuperar el terreny perdut, ja sota control de la GEC, la Dragon Data va començar a treballar en la seva pròxima generació de microordinadors: el Dragon Alpha (o Professional) i el Beta (o 128). Aquests sistemes van assolir només la fase de prototip abans que el negoci entrés en concordat i fos venut per a la startup espanyola Eurohard SA el 1984. Infeliçment, l'Eurohard també va tenir problemes financers i també va entrar en concordat dos anys després.
A més dels Dragon 32 i 64, un model MSX-compatible, el Dragon MSX també va arribar a la fase de prototip.